# Götz Leineweber
Götz Leineweber (* 1969) ist ein deutscher Dramaturg und Theaterschaffender. In Köln ist er seit 1991 Gesellschafter der Context GmbH.

## Werdegang
Leineweber studierte Philosophie und Völkerkunde an der Universität zu Köln und postgraduierte in Kulturjournalismus an der Universität der Künste, Berlin.
Während des Studiums schrieb er als freier Kulturjournalist Reportagen, Interviews, Theater- und Filmkritiken. Von 2004 bis 2007 war er an der Volksbühne Berlin, von 2007 bis 2013 am Schauspiel Köln und von 2013 bis 2019 am Residenztheater München. Von 2015 bis 2019 unterrichtete er "Dramaturgie und Theatergeschichte" in der Klasse Brack an der Universität der bildenden Künste, München, seit 2019 "Erzählen" an der Universität für angewandte Künste, Wien und für das Goethe-Institut in Indien.
Seit 2018 inszeniert er am Neuen Theater in Riga.
Leineweber lebt mit seiner Familie in Wien.

## Positionen
Leineweber arbeitet neben klassischer Produktionsdramaturgie an multipler Autorenschaft (U.a. als Dramaturg in Kölner Affäre, 2008 , Der letzte Riesenalk, 2009, Balkan macht frei, 2014  oder Insgeheim Lohengrin, 2017), an Filmbearbeitungen (U.a. in Das große Fressen, 2006  oder Die Schmutzigen, die Hässlichen und die Gemeinen, Inszenierung des Jahres 2010) und an Literaturadaptionen (U.a. in wozuwozuwozu, 2010, Oblomow, 2011, Meister und Margarita, 2019).
Daneben entstehen Dramaturgien und Texte für Oper (U.a. in Die Soldaten, 2012, Alles klappt, 2018), Film (U.a. in Monkey Sandwich, ausgewählt für die Biennale Venedig 2011) und Tanz (U.a. in Booty Looting, 2012 oder Die Bakchen, 2018).

## Nachweise
1. ↑  Cargo Collective: Klasse Brack. Abgerufen am 28. Juni 2020.
2. ↑  Goethe Institut: Using Dramaturgy. Abgerufen am 28. Juni 2020.
3. ↑  JRT Riga: The Latvian Robbers. Abgerufen am 28. Juni 2020 (englisch).
4. ↑  Burgtheater Wien: Don Karlos. Abgerufen am 28. Juni 2020.
5. ↑  Stadtrevue Köln: Kölner Affäre. Abgerufen am 28. Juni 2020.
6. ↑  Mährisches Theater, Olmütz: Balkan macht frei. Abgerufen am 28. Juni 2020 (englisch).
7. ↑  Volksbühne Berlin: Das große Fressen. Abgerufen am 28. Juni 2020.
8. ↑  nachtkritik.de: Theater heute. Abgerufen am 28. Juni 2020.
9. ↑  Ultima Vez: Monkey Sandwich. Abgerufen am 28. Juni 2023 (englisch).

| Personendaten    | Personendaten                              |
| ---------------- | ------------------------------------------ |
| NAME             | Leineweber, Götz                           |
| KURZBESCHREIBUNG | deutscher Dramaturg und Theaterschaffender |
| GEBURTSDATUM     | 1969                                       |